# Златишко-Тетевенска планина
Златишко-Тетевенска планина е планина в най-западната част Средна Стара планина, в Софийска област и областите Ловеч и Пловдив, между Златишкия и Рибаришкия проход. По северното ѝ подножие преминава условната граница между Средния Предбалкан и Средна Стара планина.

## Географско положение, граници, големина
Златишко-Тетевенска планина се издига в най-западната част на Средна Стара планина с посока изток-запад, с дължина 36 км и максимална ширина 10 – 12 км. На запад долината на река Малки Искър и Златишкия проход (1385 м) я отделят от Етрополска планина на Западна Стара планина, а на изток Рибаришкия проход (1570 м) – от Троянска планина. На север чрез седловината Превлаката (1098 м н.в.) и седловината при село Ямна (880 м н.в.) се свързва с планинските ридове Лисец и Лествица, части на Средния Предбалкан. На юг се спуска стръмно към Златишко-Пирдопската котловина и най-западната част на Карловската котловина, а чрез планински праг Козница, разположен между двете котловини се свързва със Същинска Средна гора.
Южните ѝ склонове обърнати към Златишко-Пирдопската и Карловската котловина са стръмни, фацетирани и дълбоко разчленени от десните притоци на река Тополница: Златишка река, Пирдопска река, Манджарица и Дълбочица и река Стряма с нейните най-горни притоци. Южното ѝ подножие е запълнено с големи наносни конуси. Северният склон при билото е скалист със сипеи, срутища и блокажи, а след това на север е дълбоко разчеленен от реките Бели Вит, Черни Вит и Стара река (десен приток на Малки Искър) и техните начални притоци.

### Върхове
Билото на планината е остро, разположено на 1800 – 2100 м н.в. при върховете и 1600 – 1700 м н.в. при седловините.
| Име             | Кота (m) |
| --------------- | -------- |
| Вежен           | 2198,1 м |
| Каменица        | 2104     |
| Тетевенска Баба | 2070,3   |
| Булувания       | 2042,5   |
| Картала         | 2033     |
| Паскал          | 2029     |
| Косица          | 2000,5   |
| Братаница       | 1992     |
| Пъпа            | 1976     |
| Свищи плаз      | 1888,3   |
| Разбой          | 1631     |

## Геоложки строеж
Планината е образувана върху Централнобалканската антиклинала и Ботевръшкия навлак. Билото и южните склонове са изградени от гранити и палеозойски кристалинни скали, а ниските крайни северни чести – от триаски и юрски варовици, пясъчници и мергели.

## Почви
Почвите са кафяви горски, лесивирани, планинско-ливадни и рендзини.

## Флора
Билото е заето от високопланинска тревна и храстова растителност. Северните склонове са обрасли с бук, а над 1500 м – от смърчово-елови гори. Южните склонове в по-голямата си част са обезлесени, силно ерозирани с редки габъро-горунови гори. По долините, тук-таме са запазени гори от бук. В миналото по южните склонове са проведени залесителни мероприятия.

## Населени места
По южното подножие на планината са разположени градовете Златица, Пирдоп и Клисура и селата Антон и Розино, а по северното – селата Рибарица (в Софийска област), Ямна, Дивчовото и Рибарица (в Област Ловеч).

## Защитени територии
Златишко-Тетевенска планина попада в границите на Национален парк „Централен Балкан“, в който се намират биосферните резервати „Боатин“ и „Царичина“.

## Туризъм

### Хижи
В Златишко-Тетевенска планина се намират от запад на изток следните хижи:
| Име                | Надморска Височина (m) | Действаща | Места | Ток | Вода |
| ------------------ | ---------------------- | --------- | ----- | --- | ---- |
| „Свищи плаз“       | 1480                   | Да        | 55    | Не  | Не   |
| „Момина поляна“    | 1640                   | Да        | 80    | Да  | Да   |
| „Планински извори“ | 1850                   | Не        | 50    | Не  | Не   |
| „Паскал“           | 1345                   | Да        | 60    | Да  | Да   |
| „Бенковски“        | 1540                   | Да        | 60    | Да  | Да   |
| „Вежен“            | 1650                   | Да        | 120   | Да  | Да   |

## Пътища
По цялото ѝ южно подножие, от град Златица до село Розино, на протежение от 38,6 км преминава участък от първокласен път № 6 от Държавната пътна мрежа ГКПП „Гюешево“ – София – Карлово – Бургас, а успоредно на него и участък от трасето на Подбалканската жп линия София – Карлово – Бургас.
В най-западната част на планината, през Златишкия проход, от Етрополе до Златица, на протежение от 25 км преминава участък от второкласен път № 37 от Държавната пътна мрежа Ябланица – Панагюрище – Пазарджик – Пещера – Доспат – Барутин.

## Топографска карта
- Лист от карта K-35-37. Мащаб: 1 : 100 000.
- Лист от карта K-35-38. Мащаб: 1 : 100 000.